# إسحاق بوس
إسحاق بوس (بالإنجليزية: Isaac Boss) هو لاعب اتحاد الرغبي نيوزيلندي، ولد في 9 أبريل 1980 في Tokoroa ‏ في نيوزيلندا.

## وصلات خارجية
- إسحاق بوس عل موقع إسبنسكروم (الإنجليزية)
- إسحاق بوس على موقع ItsRugby.co.uk (الإنجليزية)